# 에드워드 브룩
에드워드 윌리엄 브룩 3세(영어: Edward William Brooke III, 1919년 10월 26일 ~ 2015년 1월 3일)는 미국의 정치인이자 법조인이다. 제2차 세계 대전에 미국이 참전한 1941년에 미합중국 육군에 입대하였고, 전쟁이 끝난 1946년까지 복무하면서 대위까지 승진했다. 1963년부터 1967년까지는 매사추세츠주의 법무 장관을, 1967년부터 1979년까지는 미국 연방 상원의원을 역임했다. 아프리카계 미국인으로서는 처음으로 직접 선거로 선출 된 상원 의원이다. 소속 정당은 공화당이었다.

## 역대 선거 결과
| 선거명      | 직책명                      | 대수 | 정당   | 득표율 | 득표수      | 결과 | 당락                       |
| ----------- | --------------------------- | ---- | ------ | ------ | ----------- | ---- | -------------------------- |
| 1960년 선거 | 매사추세츠 주무장관         | 23대 | 공화당 | 47.21% | 1,095,054표 | 2위  | 낙선                       |
| 1962년 선거 | 매사추세츠 법무장관         | 35대 | 공화당 | 55.98% | 1,143,065표 | 1위  | 매사추세츠주 법무장관 당선 |
| 1964년 선거 | 매사추세츠 법무장관         | 35대 | 공화당 | 67.18% | 1,543,900표 | 1위  | 매사추세츠주 법무장관 당선 |
| 1966년 선거 | 상원의원 (매사추세츠 제2부) | 90대 | 공화당 | 60.68% | 1,213,473표 | 1위  | 매사추세츠주 상원의원 당선 |
| 1972년 선거 | 상원의원 (매사추세츠 제2부) | 93대 | 공화당 | 63.53% | 1,505,932표 | 1위  | 매사추세츠주 상원의원 당선 |
| 1978년 선거 | 상원의원 (매사추세츠 제2부) | 96대 | 공화당 | 44.85% | 890,584표   | 2위  | 낙선                       |